# Десольватація
Десольвата́ція (рос. десольватация; англ. desolvation; нім. Desolvatation f) — явище, протилежне сольватації. Руйнування сольватів.
- 1. У полум'яній спектроскопії — процес випаровування розчинника з аерозолю, при якому він перетворюється в сухий аерозоль.
- 2. У хімії ліків — процес вилучення води, що оточує певну молекулу перед тим, як вона провзаємодіє з іншою, напр., перед тим, як молекула ліків буде взаємодіяти з місцем зв'язування.